# برج چوکاونتو
برج چوکاونتو (به اسپانیایی: Torre Chocavento) یک آسمان‌خراش در پرو است که در لیما واقع شده‌است.